# Amarone della Valpolicella
Amarone della Valpolicella is een Italiaanse rode wijn met het kwaliteitslabel Denominazione di Origine Controllata e Garantita (DOCG) die wordt geproduceerd in de streek Valpolicella in de provincie Verona. Het is een zogeheten strowijn, die wordt gemaakt van gedroogde druiven.

## Productiegebied
De druiven voor de Amarone della Valpolicella worden geteeld in 19 gemeenten die zijn gelegen in een strook aan de voet van de bergen in de provincie Verona, van het Gardameer tot bijna aan de grens met de provincie Vicenza. Hierbinnen vallen twee kleinere gebieden met een eigen keurmerk: de Classico in de gemeenten Negrar, Marano di Valpolicella, Fumane, Sant'Ambrogio di Valpolicella en San Pietro in Cariano, en de Valpantena voor wijn uit het Pantenadal ten noorden van Verona (o.a. de gemeente Grezzana).
De wijngaarden van de Valpolicella hebben door de bescherming van de Monti Lessini (deel van de Vicentijnse Vooralpen) in het noorden, de nabijheid van het Gardameer en de zuidelijke ligging over het algemeen een mild en niet te regenachtig klimaat. De gemiddelde hoeveelheid neerslag per jaar ligt tussen de 850 en 1000 mm. De bodems zijn gevormd in dolomitische kalksteen, basalt, morene en fluviatiele afzettingen.

## Druivensoorten
Voor Amarone della Valpolicella DOCG wijn worden verschillende rode druivensoorten gebruikt. De belangrijkste zijn de Corvina Veronese (45–95 %) en de Rondinella (5–30 %). Daarnaast mogen lokale rode druivensoorten, zoals de Molinara, Negrara, Forselina en Oseleta, gebruikt worden (gezamenlijk maximaal 25%, afzonderlijk maximaal 10%). De Corvina mogen voor maximaal 50% worden vervangen door Corvinone druiven.

## Kenmerken
De Amarone is een granaatrode wijn met een volle, fluweelachtige smaak en een aroma van rijp fruit, zwarte kersen en frambozen. In oudere wijnen zijn ook hints van muskus en teer (goudsbloem)waar te nemen. Het is een vrij zware wijn met een minimum alcoholgehalte van 14% vol. De meer krachtige wijnen kunnen wel 17% vol. bevatten.

## Geschiedenis
De naam Amarone is afgeleid van het Italiaanse woord amaro voor bitter. Met deze benaming onderscheidt de wijn zich van de zoete Recioto della Valpolicella die op een vergelijkbare wijze uit dezelfde druiven wordt geproduceerd. De naam Amarone werd voor het eerst gebruikt in 1936. Bij enkele vaten Recioto, die in de kelder waren achtergebleven, waren de suikers in alcohol omgezet, waardoor de wijn zijn zoetheid had verloren. Vanaf 1953 werd Amarone op de markt gebracht. In 1968 kreeg de wijn het kwaliteitslabel DOC en in 2010 het hoogste keurmerk DOCG.

## Productiewijze
Voor de Amarone worden in oktober de druiven geselecteerd die niet door rot zijn aangetast en waarvan de vruchten in de trossen niet te dicht bij elkaar staan. Direct na de oogst worden de druiven traditioneel op houten rekken geplaatst om te drogen, maar tegenwoordig gebeurt dit meestal in plastic of houten kratten. Na twee tot vier maanden drogen in goed geventileerde ruimtes (fruttaio) hebben ze ongeveer een derde van hun gewicht verloren. Dit proces noemt men de appassimento.
Eind januari of begin februari zijn de druiven voldoende ingedroogd en worden ze geperst. Tijdens de vinificatie ontstaat door het hoge suikergehalte een wijn met een hoog alcoholpercentage (14 tot 17 %). De wijn dient nog minimaal twee jaar te rijpen in houten vaten voor ze kan worden gebotteld.
De pulp die overblijft na het persen van de wordt gebruikt voor de productie van Ripasso.
Het gehele proces dient plaats te vinden in het DOCG-gebied.

### Recioto della Valpolicella
Wanneer het gistingsproces eerder wordt gestopt, zal de resulterende wijn meer restsuikers bevatten.De zoetere wijn die men zo verkrijgt is de Recioto della Valpolicella. Dit was de wijn die men traditioneel produceerde van ingedroogde druiven. De Recioto della Valpolicella wordt ook als mousserende wijn gemaakt.

## Naamgeving
De Amarone della Valpolicella krijgt de benaming:
- Classico indien afkomstig uit de gemeenten Negrar, Marano di Valpolicella, Fumane, Sant'Ambrogio di Valpolicella en San Pietro in Cariano,
- Valpantena voor wijn uit de Valpantena ten noorden van Verona (o.a. de gemeente Grezzana), of
- Riserva, wanneer de wijn een rijping van ten minste 4 jaar heeft ondergaan.